# Circunscripción electoral de Palencia

Circunscripción de Palencia
Cortes Generales* Congreso: 3 diputados (de 350)
- Senado: 4 senadores (de 266)Cortes de Castilla y León* 7 procuradores (de 81)

Palencia es una de las 52 circunscripciones electorales utilizadas como distritos electorales desde 1977 para la Cámara Baja de las Cortes Generales, el Congreso de los Diputados, y una de las 59 de la Cámara Alta, el Senado.
Además, es una de las nueve circunscripciones electorales para las Cortes de Castilla y León, la asamblea legislativa de la comunidad autónoma, que se eligió por primera vez en 1983.

## Ámbito y sistema electoral
En virtud de los artículos 68.2 y 69.2 de la Constitución Española de 1978 los límites de la circunscripción deben ser los mismos que los de la provincia de Palencia, y en virtud del artículo 140, su ámbito sólo puede modificarse con la aprobación del Congreso. El voto es sobre la base de sufragio universal secreto. En virtud del artículo 12 de la constitución, la edad mínima para votar es de 18 años.
En la elección de representantes al Congreso de los Diputados y las Cortes de Castilla y León, el sistema electoral utilizado es a través de una lista cerrada con representación proporcional y con escaños asignados usando el método D'Hondt. Sólo las listas electorales con el 3 % o más de todos los votos válidos emitidos, incluidos los votos «en blanco», es decir, para «ninguna de las anteriores», se pueden considerar para la asignación de escaños.
En el caso del Senado, el sistema electoral sigue el escrutinio mayoritario plurinominal. Se eligen cuatro senadores y los partidos pueden presentar un máximo de tres candidatos. Cada elector puede escoger hasta tres senadores, pertenezcan o no a la misma lista. Los cuatro candidatos más votados son elegidos.

## Elegibilidad
El artículo 67.1 de la Constitución española prohíbe ser simultáneamente miembro del Congreso de los Diputados y de un parlamento autonómico, lo que significa que los candidatos deben renunciar al cargo si son elegidos para un parlamento autonómico. No existe incompatibilidad similar en el caso de los senadores. El artículo 70 aplica también la inelegibilidad a los magistrados, jueces y fiscales en activo, Defensor del Pueblo, militares en servicio, los agentes de policía en activo y los miembros del tribunal constitucional y juntas electorales.

## Número de diputados
En todas las elecciones celebradas tras la restauración de la democracia se han elegido en Palencia tres diputados y cuatro senadores.
En virtud de la ley electoral española, todas las provincias tienen derecho a un mínimo de 2 diputados con 248 escaños restantes prorrateada de acuerdo a la población, salvo las ciudades autónomas de Ceuta y Melilla, que cada una cuenta con un escaño en el Congreso y dos en el Senado. Esta normativa se explica detalladamente en la ley electoral 1985 (Ley Orgánica del Régimen Electoral General).
En todas las elecciones autonómicas celebradas se han elegido en Palencia siete procuradores.

## Cortes de Castilla y León

### Escaños obtenidos por partido (1983–2022)
|                        | Partido Popular de Castilla y León    | PPCyL    | 4n | 4.o | 4 | 4 | 4 | 4 | 4 | 4 | 4 | 3 | 3 |
|                        | Partido Socialista de Castilla y León | PSOE CyL | 3  | 2   | 3 | 3 | 3 | 3 | 3 | 3 | 2 | 3 | 3 |
|                        | Vox                                   | VOX      |    |     |   |   |   |   |   |   | 0 | 0 | 1 |
|                        | Ciudadanos-Partido de la Ciudadanía   | CS       |    |     |   |   |   |   |   |   | 0 | 1 | 0 |
|                        | Podemos Castilla y León               | PODEMOS  |    |     |   |   |   |   |   |   | 1 | 0 | 0 |
| Partidos desaparecidos |                                       |          |    |     |   |   |   |   |   |   |   |   |   |
|                        | Centro Democrático y Social           | CDS      | 0  | 1   | 0 | 0 | 0 | 0 | 0 |   |   |   |   |
| Total                  | Total                                 | Total    | 7  | 7   | 7 | 7 | 7 | 7 | 7 | 7 | 7 | 7 | 7 |

n Los resultados corresponden a los de Coalición Popular.

o Los resultados corresponden a los de Alianza Popular.

## Procuradores elegidos

### Procuradores elegidos para la I Legislatura
| Partido | Votos  | %     | Escaños | Miembros electos                                                                                                   |
| ------- | ------ | ----- | ------- | --- |
| (PP)p   | 48.753 | 46,88 | 4       | Antonio Enrique Martín Beaumont, Antonio Luis Criado Escribano, José Luis Alonso Almodóvar, Fidel Fernández Merino |
| (PSOE)  | 42.665 | 41,03 | 3       | Laurentino Fernández Merino, José Luis Varillas Asenjo, José Maiso González                                        |

p Los resultados corresponden a los de Coalición Popular.

### Procuradores elegidos para la II Legislatura
| Partido | Votos  | %     | Escaños | Miembros electos                                                                              |
| ------- | ------ | ----- | ------- | --------------------------------------------------------------------------------------------- |
| (PP)q   | 49.144 | 45,04 | 4       | Jesús Mañueco Alonso, Francisco Jambrina Sastre, Narciso Coloma Baruque, Carlos Rojo Martínez |
| (PSOE)  | 36.420 | 33,38 | 2       | Laurentino Fernández Merino, Miguel Valcuende González                                        |
| (CDS)   | 14.940 | 13,69 | 1       | Godofredo Martín González                                                                     |

q Los resultados corresponden a los de Alianza Popular.

### Procuradores elegidos para la III Legislatura
| Partido | Votos  | %     | Escaños | Miembros electos                                                                              |
| ------- | ------ | ----- | ------- | --------------------------------------------------------------------------------------------- |
| (PP)    | 47.767 | 45,26 | 4       | Francisco Jambrina Sastre, Narciso Coloma Baruque, Carlos Rojo Martínez, Rafael Rebollar Mota |
| (PSOE)  | 39.211 | 37,16 | 3       | José María Crespo Lorenzo, Laurentino Fernández Merino, Miguel Valcuende González             |

### Procuradores elegidos para la IV Legislatura
| Partido | Votos  | %     | Escaños | Miembros electos                                                                                          |
| ------- | ------ | ----- | ------- | --- |
| (PP)    | 60.111 | 52,57 | 4       | Francisco Jambrina Sastre, Narciso Coloma Baruque, Carlos Rojo Martínez, María Valentina Calleja González |
| (PSOE)  | 36.688 | 32,08 | 3       | José María Crespo Lorenzo, Laurentino Fernández Merino, María Begoña Núñez Díez                           |

### Procuradores elegidos para la V Legislatura
| Partido | Votos  | %     | Escaños | Miembros electos                                                                                               |
| ------- | ------ | ----- | ------- | --- |
| (PP)    | 55.451 | 51,19 | 4       | Francisco Jambrina Sastre, Narciso Coloma Baruque, María de los Ángeles Armisén Pedrejón, Jesús Mañueco Alonso |
| (PSOE)  | 41.022 | 37,87 | 3       | José María Crespo Lorenzo, Laurentino Fernández Merino, María Begoña Núñez Díez                                |

### Procuradores elegidos para la VI Legislatura
| Partido | Votos  | %     | Escaños | Miembros electos |
| ------- | ------ | ----- | ------- | --- |
| (PP)    | 55.214 | 48,63 | 4       | Francisco Jambrina Sastre, Narciso Coloma Baruque, María de los Ángeles Armisén Pedrejón, Carlos Fernández Carriedo |
| (PSOE)  | 47.188 | 41,56 | 3       | José María Crespo Lorenzo, María Begoña Núñez Díez, Francisco Ramos Antón                                           |

### Procuradores elegidos para la VII Legislatura
| Partido | Votos  | %     | Escaños | Miembros electos |
| ------- | ------ | ----- | ------- | --- |
| (PP)    | 53.672 | 49,24 | 4       | María de los Ángeles Armisén Pedrejón, Carlos Fernández Carriedo, Rosa Isabel Cuesta Cófreces, María del Carmen Fernández Caballero |
| (PSOE)  | 43.864 | 40,24 | 3       | José María Crespo Lorenzo, Francisco Ramos Antón, María Sirina Martín Cabria                                                        |

### Procuradores elegidos para la VIII Legislatura
| Partido | Votos  | %     | Escaños | Miembros electos                                                                                                   |
| ------- | ------ | ----- | ------- | --- |
| (PP)    | 53.939 | 53,04 | 4       | María de los Ángeles Armisén Pedrejón, Carlos Fernández Carriedo, Rosa Isabel Cuesta Cófreces, César Antón Beltrán |
| (PSOE)  | 33.336 | 32,78 | 3       | Francisco Ramos Antón, María Sirina Martín Cabria, Julio López Díaz                                                |

### Procuradores elegidos para la IX Legislatura
| Partido   | Votos  | %     | Escaños | Miembros electos                                                                                           |
| --------- | ------ | ----- | ------- | --- |
| (PP)      | 39.387 | 40,99 | 4       | Carlos Fernández Carriedo, Juan Jesús Blanco Muñiz, Milagros Marcos Ortega, Jorge Domingo Martínez Antolín |
| (PSOE)    | 27.881 | 29,02 | 2       | Jesús Guerrero Arroyo, María Consolación Pablos Labajo                                                     |
| (PODEMOS) | 10.411 | 10,84 | 1       | Ricardo López Prieto                                                                                       |

### Procuradores elegidos para la X Legislatura
| Partido      | Votos  | %     | Escaños | Miembros electos                                                              |
| ------------ | ------ | ----- | ------- | ----------------------------------------------------------------------------- |
| (PSOE)       | 34 898 | 35,90 | 3       | Jesús Guerrero Arroyo, Rubén Illera Redón, María Consolación Pablos Labajo.   |
| (PP)         | 33 532 | 34,50 | 3       | Carlos Fernández Carriedo, Mercedes Cófreces Martín, María José Ortega Gómez. |
| (Ciudadanos) | 14 669 | 15,09 | 1       | Juan Pablo Izquierdo Fernández                                                |

### Procuradores elegidos para la XI Legislatura
| Partido | Votos  | %     | Escaños | Miembros electos                                                             |
| ------- | ------ | ----- | ------- | ---------------------------------------------------------------------------- |
| (PSOE)  | 28 656 | 33,96 | 3       | Jesús Guerrero Arroyo, María Consolación Pablos Labajo, Rubén Illera Redón   |
| (PP)    | 27 803 | 32,95 | 3       | Carlos Fernández Carriedo, María José Ortega Gómez, Mercedes Cófreces Martín |
| (VOX)   | 15 224 | 18,04 | 1       | David Hierro Santos                                                          |

## Congreso de los Diputados

### Escaños obtenidos por partido (1977–2023)
| Candidatura            | Candidatura     | 1977 | 1979 | 1982 | 1986 | 1989 | 1993 | 1996 | 2000 | 2004 | 2008 | 2011 | 2015 | 2016 | 2019 (I) | 2019 (II) | 2023 |
| ---------------------- | --------------- | ---- | ---- | ---- | ---- | ---- | ---- | ---- | ---- | ---- | ---- | ---- | ---- | ---- | -------- | --------- | ---- |
|                        | Partido Popular | 0    | 0    | 1a   | 1b   | 2    | 2    | 2    | 2    | 2    | 2    | 2    | 2    | 2    | 1        | 2         | 2    |
|                        | PSOE            | 1    | 1    | 2    | 2    | 1    | 1    | 1    | 1    | 1    | 1    | 1    | 1    | 1    | 1        | 1         | 1    |
|                        | Ciudadanos      |      |      |      |      |      |      |      |      |      |      |      | 0    | 0    | 1        | 0         |      |
| Partidos desaparecidos |                 |      |      |      |      |      |      |      |      |      |      |      |      |      |          |           |      |
|                        | UCD             | 2    | 2    | 0    |      |      |      |      |      |      |      |      |      |      |          |           |      |
| Total                  | Total           | 3    | 3    | 3    | 3    | 3    | 3    | 3    | 3    | 3    | 3    | 3    | 3    | 3    | 3        | 3         | 3    |

a Los resultados corresponden a los de la coalición entre Alianza Popular y el Partido Demócrata Popular.

b Los resultados corresponden a los de Coalición Popular.

## Diputados elegidos

### Diputados elegidos para la Legislatura Constituyente
| Partido | Votos  | %     | Escaños | Miembros electos                                            |
| ------- | ------ | ----- | ------- | ----------------------------------------------------------- |
| (UCD)   | 51.568 | 50,52 | 2       | Fernando Álvarez de Miranda y Torres, Jesús Hervella García |
| (PSOE)  | 25.878 | 25,35 | 1       | Vicente Gutiérrez Pascual                                   |

c Los resultados corresponden a los de Alianza Popular.

### Diputados elegidos para la I Legislatura
| Partido | Votos  | %     | Escaños | Miembros electos                                            |
| ------- | ------ | ----- | ------- | ----------------------------------------------------------- |
| (UCD)   | 51.069 | 51,43 | 2       | Fernando Álvarez de Miranda y Torres, Jesús Hervella García |
| (PSOE)  | 25.888 | 26,07 | 1       | Francisco Javier Yuste Grijalba                             |

d Los resultados corresponden a los de Coalición Democrática.

### Diputados elegidos para la II Legislatura
| Partido | Votos  | %     | Escaños | Miembros electos                                     |
| ------- | ------ | ----- | ------- | ---------------------------------------------------- |
| (PSOE)  | 49.756 | 42,94 | 2       | Alberto Acítores Balbás, Juan Ramón Lagunilla Alonso |
| (PP)e   | 44.965 | 38,80 | 1       | José Enrique Martínez del Río                        |

e Los resultados corresponden a los de la coalición entre Alianza Popular y el Partido Demócrata Popular.

### Diputados elegidos para la III Legislatura
| Partido | Votos  | %     | Escaños | Miembros electos                                                                                                   |
| ------- | ------ | ----- | ------- | --- |
| (PSOE)  | 44.952 | 40,23 | 2       | Alberto Acítores Balbás (sustituido en julio de 1988 por María Teresa Santos Sánchez), Juan Ramón Lagunilla Alonso |
| (PP)f   | 44.311 | 39,66 | 1       | José Enrique Martínez del Río                                                                                      |

f Los resultados corresponden a los de Coalición Popular.

### Diputados elegidos para la IV Legislatura
| Partido | Votos  | %     | Escaños | Miembros electos                                    |
| ------- | ------ | ----- | ------- | --------------------------------------------------- |
| (PP)    | 50.186 | 44,51 | 2       | Juan Carlos Guerra Zunzunegui, Jesús Mañueco Alonso |
| (PSOE)  | 41.313 | 36,64 | 1       | Juan Ramón Lagunilla Alonso                         |

### Diputados elegidos para la V Legislatura
| Partido | Votos  | %     | Escaños | Miembros electos |
| ------- | ------ | ----- | ------- | --- |
| (PP)    | 57.744 | 47,62 | 2       | Juan Carlos Guerra Zunzunegui, Jesús Mañueco Alonso (sustituido en octubre de 1995 por Sotero Fernández-Pinilla López-Menchero) |
| (PSOE)  | 46.448 | 38,30 | 1       | Juan Ramón Lagunilla Alonso |

### Diputados elegidos para la VI Legislatura
| Partido | Votos  | %     | Escaños | Miembros electos                                                  |
| ------- | ------ | ----- | ------- | ----------------------------------------------------------------- |
| (PP)    | 63.245 | 51,29 | 2       | Juan Carlos Guerra Zunzunegui, María Jesús Celinda Sánchez García |
| (PSOE)  | 46.740 | 37,91 | 1       | Julio Villarrubia Mediavilla                                      |

### Diputados elegidos para la VII Legislatura
| Partido | Votos  | %     | Escaños | Miembros electos                                                  |
| ------- | ------ | ----- | ------- | ----------------------------------------------------------------- |
| (PP)    | 64.185 | 55,52 | 2       | Juan Carlos Guerra Zunzunegui, María Jesús Celinda Sánchez García |
| (PSOE)  | 41.368 | 35,78 | 1       | Julio Villarrubia Mediavilla                                      |

### Diputados elegidos para la VIII Legislatura
| Partido | Votos  | %     | Escaños | Miembros electos                                                  |
| ------- | ------ | ----- | ------- | ----------------------------------------------------------------- |
| (PP)    | 60.449 | 50,25 | 2       | Juan Carlos Guerra Zunzunegui, María Jesús Celinda Sánchez García |
| (PSOE)  | 51.824 | 43,08 | 1       | Julio Villarrubia Mediavilla                                      |

### Diputados elegidos para la IX Legislatura
| Partido | Votos  | %     | Escaños | Miembros electos                                             |
| ------- | ------ | ----- | ------- | ------------------------------------------------------------ |
| (PP)    | 58.649 | 49,72 | 2       | Ignacio Cosidó Gutiérrez, María Jesús Celinda Sánchez García |
| (PSOE)  | 51.426 | 43,59 | 1       | Julio Villarrubia Mediavilla                                 |

### Diputados elegidos para la X Legislatura
| Partido | Votos  | %     | Escaños | Miembros electos                                                                                            |
| ------- | ------ | ----- | ------- | --- |
| (PP)    | 58.759 | 55,15 | 2       | Ignacio Cosidó Gutiérrez (sustituido por Enrique Luis Martín Rodríguez), María Jesús Celinda Sánchez García |
| (PSOE)  | 33.328 | 31,28 | 1       | Julio Villarrubia Mediavilla                                                                                |

### Diputados elegidos para la XI Legislatura
| Partido | Votos  | %     | Escaños | Miembros electos                                            |
| ------- | ------ | ----- | ------- | ----------------------------------------------------------- |
| (PP)    | 42.072 | 40,34 | 2       | Íñigo Méndez de Vigo y Montojo, Miguel Ángel Paniagua Núñez |
| (PSOE)  | 25.613 | 24,56 | 1       | María Luz Martínez Seijo                                    |

### Diputados elegidos para la XII Legislatura
| Partido | Votos  | %     | Escaños | Miembros electos                                            |
| ------- | ------ | ----- | ------- | ----------------------------------------------------------- |
| (PP)    | 45.965 | 45,68 | 2       | Íñigo Méndez de Vigo y Montojo, Miguel Ángel Paniagua Núñez |
| (PSOE)  | 24.751 | 24,60 | 1       | María Luz Martínez Seijo                                    |

## Senado

### Senadores obtenidos por partido (1977–2023)
| Candidatura            | Candidatura     | 1977 | 1979 | 1982 | 1986 | 1989 | 1993 | 1996 | 2000 | 2004 | 2008 | 2011 | 2015 | 2016 | 2019 (I) | 2019 (II) | 2023 |
| ---------------------- | --------------- | ---- | ---- | ---- | ---- | ---- | ---- | ---- | ---- | ---- | ---- | ---- | ---- | ---- | -------- | --------- | ---- |
|                        | Partido Popular |      |      | 1g   | 2h   | 3    | 3    | 3    | 3    | 3    | 3    | 3    | 3    | 3    | 2        | 3         | 3    |
|                        | PSOE            | 1    | 1    | 3    | 2    | 1    | 1    | 1    | 1    | 1    | 1    | 1    | 1    | 1    | 2        | 1         | 1    |
| Partidos desaparecidos |                 |      |      |      |      |      |      |      |      |      |      |      |      |      |          |           |      |
|                        | UCD             | 3    | 3    | 0    |      |      |      |      |      |      |      |      |      |      |          |           |      |
| Total                  | Total           | 4    | 4    | 4    | 4    | 4    | 4    | 4    | 4    | 4    | 4    | 4    | 4    | 4    | 4        | 4         | 4    |

g Los resultados corresponden a los de la coalición entre Alianza Popular y el Partido Demócrata Popular.

h Los resultados corresponden a los de Coalición Popular.

## Senadores elegidos

### Senadores elegidos para la Legislatura Constituyente
| Nombre y apellidos              | Votos  | Partido |
| ------------------------------- | ------ | ------- |
| José Luis López Henares         | 45.701 | (UCD)   |
| José Luis Alonso Almodovar      | 43.642 | (UCD)   |
| Juan Carlos Guerra Zunzunegui   | 39.705 | (UCD)   |
| Francisco Javier Yuste Grijalba | 31.041 | (PSOE)  |

### Senadores elegidos para la I Legislatura
| Nombre y apellidos            | Votos  | Partido |
| ----------------------------- | ------ | ------- |
| José Luis Alonso Almodovar    | 46.623 | (UCD)   |
| Juan Carlos Guerra Zunzunegui | 45.815 | (UCD)   |
| José Luis López Henares       | 45.092 | (UCD)   |
| Ángel Benítez Moro            | 25.028 | (PSOE)  |

### Senadores elegidos para la II Legislatura
| Nombre y apellidos            | Votos  | Partido |
| ----------------------------- | ------ | ------- |
| Ángel Benítez Moro            | 47.975 | (PSOE)  |
| José Maiso González           | 47.568 | (PSOE)  |
| Fermín Solana Prellezo        | 45.755 | (PSOE)  |
| Juan Carlos Guerra Zunzunegui | 44.037 | (PP)i   |

i Los resultados corresponden a los de la coalición entre Alianza Popular y el Partido Demócrata Popular.

### Senadores elegidos para la III Legislatura
| Nombre y apellidos        | Votos  | Partido |
| ------------------------- | ------ | ------- |
| Heliodoro Gallego Cuesta  | 42.783 | (PSOE)  |
| Felipe Calvo y Calvo      | 42.233 | (PP)j   |
| José Luis López Henares   | 42.114 | (PP)j   |
| Eusebio Santos De La Mota | 41.537 | (PSOE)  |

j Los resultados corresponden a los de Coalición Popular.

### Senadores elegidos para la IV Legislatura
| Nombre y apellidos               | Votos  | Partido |
| -------------------------------- | ------ | ------- |
| Felipe Calvo y Calvok            | 47.449 | (PP)    |
| José Luis López Henares          | 47.090 | (PP)    |
| José Antonio Sacristán Rodríguez | 46.003 | (PP)    |
| Heliodoro Gallego Cuesta         | 40.314 | (PSOE)  |

k Sustituido en noviembre de 1992 por Pablo Marcial Izquierdo Juárez.

### Senadores elegidos para la V Legislatura
| Nombre y apellidos                 | Votos  | Partido |
| ---------------------------------- | ------ | ------- |
| Jesús María Castro Asensio         | 55.565 | (PP)    |
| José Luis López Henares            | 54.979 | (PP)    |
| María Jesús Celinda Sánchez García | 54.172 | (PP)    |
| Heliodoro Gallego Cuesta           | 45.912 | (PSOE)  |

### Senadores elegidos para la VI Legislatura
| Nombre y apellidos         | Votos  | Partido |
| -------------------------- | ------ | ------- |
| Jesús María Castro Asensio | 59.930 | (PP)    |
| Alejandro Lamalfa Díaz     | 58.587 | (PP)    |
| José Luis López Henares    | 58.260 | (PP)    |
| Heliodoro Gallego Cuesta   | 46.309 | (PSOE)  |

### Senadores elegidos para la VII Legislatura
| Nombre y apellidos                  | Votos  | Partido |
| ----------------------------------- | ------ | ------- |
| Óscar Llanos Vera                   | 60.319 | (PP)    |
| Carlos Rojo Martínez                | 59.398 | (PP)    |
| María Cristina Tejedor Utrilla      | 59.196 | (PP)    |
| María del Carmen González Lahidalga | 42.972 | (PSOE)  |

### Senadores elegidos para la VIII Legislatura
| Nombre y apellidos                  | Votos  | Partido |
| ----------------------------------- | ------ | ------- |
| Ignacio Cosidó Gutiérrez            | 57.428 | (PP)    |
| José Antonio Sacristán Rodríguez    | 56.574 | (PP)    |
| María Cristina Tejedor Utrillal     | 56.395 | (PP)    |
| María del Carmen González Lahidalga | 49.514 | (PSOE)  |

l Sustituida en julio de 2005 por Julián Gutiérrez Gutiérrez.

### Senadores elegidos para la IX Legislatura
| Nombre y apellidos                 | Votos  | Partido |
| ---------------------------------- | ------ | ------- |
| María José de la Fuente Fombellida | 56.358 | (PP)    |
| Julián Gutiérrez Gutiérrez         | 54.820 | (PP)    |
| José Antonio Rubio Mielgo          | 54.589 | (PP)    |
| Raquel Miriam Andrés Prieto        | 49.170 | (PSOE)  |

### Senadores elegidos para la X Legislatura
| Nombre y apellidos                     | Votos  | Partido |
| -------------------------------------- | ------ | ------- |
| Marta Domínguez Azpeleta               | 54.491 | (PP)    |
| María de los Ángeles Armisen Pedrejónm | 54.490 | (PP)    |
| José Antonio Rubio Mielgo              | 53.520 | (PP)    |
| Raquel Miriam Andrés Prieto            | 31.784 | (PSOE)  |

m Sustituida en noviembre de 2015 por Florencio Sánchez Merino.

### Senadores elegidos para la XI Legislatura
| Nombre y apellidos         | Votos  | Partido |
| -------------------------- | ------ | ------- |
| José Antonio Rubio Mielgo  | 39.626 | (PP)    |
| María Nuria Simón González | 39.123 | (PP)    |
| Manuel Betegón Baeza       | 38.853 | (PP)    |
| Rosa María Aldea Gómez     | 25.244 | (PSOE)  |

### Senadores elegidos para la XII Legislatura
| Nombre y apellidos         | Votos  | Partido |
| -------------------------- | ------ | ------- |
| José Antonio Rubio Mielgo  | 44.047 | (PP)    |
| María Nuria Simón González | 43.764 | (PP)    |
| Manuel Betegón Baeza       | 43.218 | (PP)    |
| Rosa María Aldea Gómez     | 25.740 | (PSOE)  |